# 2008 HJ
2008 HJ – niewielka planetoida z Grupy Apolla należąca do obiektów NEO. 

## Odkrycie
2008 HJ została odkryta w kwietniu 2008 roku przez Richarda Miles’a, brytyjskiego astronoma amatora, za pomocą australijskiego teleskopu Faulkes Telescope South. Nazwa planetoidy jest oznaczeniem tymczasowym. Nie otrzymała też jeszcze oficjalnej numeracji. W trakcie odkrycia obiekt poruszał się z prędkością ok. 45 km/s względem Ziemi.

## Właściwości fizyczne
Planetoida 2008 HJ ma rozmiary ok. 12 na 24 m i masę 5 × 106 kg. Jest to zapewne planetoida skalista.
Jest to planetoida o najkrótszym znanym okresie obrotu wokół własnej osi, wynoszącym 42,7 s. Obiekt ten należy do hipotetycznej grupy ciał o średnicach zbliżonych do 20 m i okresie obrotu poniżej jednej minuty. Poprzedni rekordzista, planetoida 2000 DO8, obraca się wokół własnej osi w czasie 78 s. Obiekt ten w swoim ruchu orbitalnym przelatuje blisko Ziemi, a ponieważ płaszczyzna jego orbity prawie pokrywa się z płaszczyzną orbity Ziemi, należy do obiektów NEO. Minimalna odległość, na jaką 2008 HJ może zbliżać się do naszej planety to około 0,0016 jednostki astronomicznej, czyli ok. 240 tys. km.
Planetoida ta powstała prawdopodobnie w wyniku kolizji większych obiektów.